# Damalis pulchella
Damalis pulchella är en tvåvingeart som beskrevs av Stanley Willard Bromley 1952. Damalis pulchella ingår i släktet Damalis och familjen rovflugor. Inga underarter finns listade i Catalogue of Life.